# Gouvernement Neves
 Correia e Silva
Le gouvernement José Maria Neves est le gouvernement de la République du Cap-Vert entre 2014 et 2016.

## Composition initiale
| Fonction |  | Nom                                            | Parti |
| --- |  | ---------------------------------------------- | ----- |
| Premier ministre Ministre de la Réforme de l'État                                                                                    |  | José Maria Neves                               | PAICV |
| Vice-Première ministre Ministre de la Santé                                                                                          |  | Maria Cristina Lopes Almeida Fontes Lima       | PAICV |
| Ministre des Finances et du Plan |  | Cristina Isabel Lopes da Silva Monteiro Duarte | PAICV |
| Ministre de la Défense nationale et des Affaires parlementaires                                                                      |  | Rui Mendes Semedo                              | PAICV |
| Ministre des Relations Extérieures                                                                                                   |  | Jorge Homero Tolentino Araújo                  | PAICV |
| Ministre de la présidence du Conseil des Ministres et de la Communication sociale Secrétaire général et porte-parole du Gouvernement |  | Démis Lobo Almeida                             | PAICV |
| Ministre de l'Intérieur |  | Marisa Helena Do Nascimento Morais             | PAICV |
| Ministre de la Justice |  | José Carlos Lopes Correia                      | PAICV |
| Ministre des Infrastructures et de l'Économie maritime                                                                               |  | Sara Maria Duarte Lopes                        | PAICV |
| Ministre de l'Environnement, du Logement et de l'Aménagement du territoire                                                           |  | Emanuel Antero Garcia da Veiga                 | PAICV |
| Ministre de la Jeunesse, de l'Emploi et du Développement des ressources humaines                                                     |  | Janira Hopffer Almada                          | PAICV |
| Ministre du Tourisme, des Investissements et du Développement des entreprises                                                        |  | Leonesa Fortes                                 | PAICV |
| Ministre de l'Éducation et du Sport                                                                                                  |  | Fernanda Maria de Brito Marques                | PAICV |
| Ministre du Développement rural |  | Eva Verona Teixeira Ortet                      | PAICV |
| Ministre de l'Enseignement supérieur, de la Science et de l'Innovation                                                               |  | António Leão de Aguiar Correia e Silva         | PAICV |
| Ministre des Communautés |  | Fernanda Tavares Fernandes                     | PAICV |
| Ministre de la Culture |  | Mário Lúcio Matias de Sousa Mendes             | PAICV |
| Secrétaire d'État aux Affaires étrangères                                                                                            |  | Maria Jesus Mascarenhas                        | PAICV |
| Secrétaire d'État à l'Administration publique                                                                                        |  | Romeu Fonseca Modesto                          | PAICV |
| Secrétaire d'État aux Finances |  | Esana Carvalho                                 | PAICV |